# Élections cantonales de 1992 en Charente
Les élections cantonales ont eu lieu les 22 et 29 mars 1992.
Lors de ces élections, 18 des 35 cantons de la Charente ont été renouvelés. Elles ont vu la reconduction de la majorité RPR dirigée par Pierre-Rémy Houssin, président du conseil général depuis 1982.

## Résultats à l’échelle du département
Répartition départementale des résultats (2e tour).
- PCF (6,09 %)
- PS (29,61 %)
- Majorité (3,6 %)
- RPR (33,39 %)
- UDF (7,38 %)
- DVD (19,91 %)

| Étiquette      | Étiquette                          | Premier tour | Premier tour | Second tour | Second tour | Sièges |
| Étiquette      | Étiquette                          | Voix         | %            | Voix        | %           | Sièges |
| -------------- | ---------------------------------- | ------------ | ------------ | ----------- | ----------- | ------ |
|                | Parti socialiste                   | 14 277       | 18,54        | 13 816      | 29,61       | 1      |
|                | Parti communiste français          | 8 140        | 10,57        | 2 843       | 6,09        | 0      |
|                | Majorité présidentielle            | 2 289        | 2,97         | 1 682       | 3,60        | 0      |
|                | Extrême gauche                     | 974          | 1,27         |             |             |        |
| Gauche         | Gauche                             | 25 680       | 33,35        | 18 341      | 39,30       | 1      |
|                |                                    |              |              |             |             |        |
|                | Rassemblement pour la République   | 19 948       | 25,91        | 15 582      | 33,39       | 9      |
|                | Union pour la démocratie française | 9 808        | 12,74        | 3 445       | 7,38        | 4      |
|                | Divers droite                      | 9 755        | 12,67        | 9 292       | 19,91       | 4      |
|                | Front national                     | 4 634        | 6,02         |             |             |        |
| Droite         | Droite                             | 44 145       | 57,34        | 28 319      | 60,70       | 17     |
|                |                                    |              |              |             |             |        |
|                | Les Verts                          | 5 563        | 7,23         |             |             |        |
|                | Génération écologie                | 1468         | 1,91         |             |             |        |
| Écologistes    | Écologistes                        | 7 031        | 9,14         |             |             |        |
|                |                                    |              |              |             |             |        |
|                | Régionalistes                      | 135          | 0,18         |             |             |        |
|                |                                    |              |              |             |             |        |
| Inscrits       | Inscrits                           | 120 950      | 100,00       | 80 012      | 100,00      |        |
| Abstention     | Abstention                         | 38 240       | 31,62        | 30 152      | 37,68       |        |
| Votants        | Votants                            | 82 710       | 68,38        | 49 860      | 62,32       |        |
| Blancs et nuls | Blancs et nuls                     | 5 719        | 6,91         | 3 200       | 6,42        |        |
| Exprimés       | Exprimés                           | 76 991       | 93,09        | 46 660      | 93,58       |        |

## Résultats par canton

### Canton d'Aigre
| Candidats      | Candidats          | Étiquette      | Premier tour | Premier tour |
| Candidats      | Candidats          | Étiquette      | Voix         | %            |
| -------------- | ------------------ | -------------- | ------------ | ------------ |
|                | René Durepaire*    | UDF            | 1 595        | 54,31        |
|                | Yves Charles       | PS             | 578          | 19,68        |
|                | Jean-Yves le Turdu | Verts          | 412          | 14,03        |
|                | Jean-Luc Laroche   | PCF            | 352          | 11,99        |
|                |                    |                |              |              |
| Inscrits       | Inscrits           | Inscrits       | 4 448        | 100,00       |
| Abstention     | Abstention         | Abstention     | 1 239        | 27,86        |
| Votants        | Votants            | Votants        | 3 209        | 72,14        |
| Blancs et nuls | Blancs et nuls     | Blancs et nuls | 272          | 8,48         |
| Exprimés       | Exprimés           | Exprimés       | 2 937        | 91,52        |

*sortant

### Canton d'Angoulême-Est
| Candidats      | Candidats          | Étiquette      | Premier tour | Premier tour | Second tour | Second tour |
| Candidats      | Candidats          | Étiquette      | Voix         | %            | Voix        | %           |
| -------------- | ------------------ | -------------- | ------------ | ------------ | ----------- | ----------- |
|                | Jacques Ratier*    | RPR            | 1 751        | 38,90        | 2 127       | 57,97       |
|                | René Prevaud       | PS             | 1 072        | 23,82        | 1 542       | 42,03       |
|                | Robert Diacono     | FN             | 537          | 11,93        |             |             |
|                | Jean-Marie Rougier | GE             | 448          | 9,95         |             |             |
|                | Bernard Leroy      | Verts          | 426          | 9,46         |             |             |
|                | Maryse Dumeix      | PCF            | 267          | 5,93         |             |             |
|                |                    |                |              |              |             |             |
| Inscrits       | Inscrits           | Inscrits       | 7 808        | 100,00       | 7 808       | 100,00      |
| Abstention     | Abstention         | Abstention     | 3 060        | 39,19        | 3 808       | 48,77       |
| Votants        | Votants            | Votants        | 4 748        | 60,81        | 4 000       | 51,23       |
| Blancs et nuls | Blancs et nuls     | Blancs et nuls | 247          | 5,20         | 331         | 8,28        |
| Exprimés       | Exprimés           | Exprimés       | 4 501        | 94,80        | 3 669       | 91,73       |

*sortant

### Canton d'Angoulême-Ouest
| Candidats      | Candidats             | Étiquette      | Premier tour | Premier tour | Second tour | Second tour |
| Candidats      | Candidats             | Étiquette      | Voix         | %            | Voix        | %           |
| -------------- | --------------------- | -------------- | ------------ | ------------ | ----------- | ----------- |
|                | Patrick Gérard        | UDF            | 2 551        | 44,61        | 3 445       | 71,86       |
|                | Abdelkader Bouazza    | PS             | 885          | 15,48        | 1 349       | 28,14       |
|                | Georges Sarraf        | FN             | 699          | 12,22        |             |             |
|                | Michel Veaux-Pointivy | PS             | 598          | 10,46        |             |             |
|                | Jean-Francois Mas     | Verts          | 581          | 10,16        |             |             |
|                | Raymond Allard        | PCF            | 400          | 7,00         |             |             |
|                | Claude Tranchet       | DVD            | 4            | 0,07         |             |             |
|                |                       |                |              |              |             |             |
| Inscrits       | Inscrits              | Inscrits       | 9 778        | 100,00       | 9 778       | 100,00      |
| Abstention     | Abstention            | Abstention     | 3 688        | 37,72        | 4 530       | 46,33       |
| Votants        | Votants               | Votants        | 6 090        | 62,28        | 5 248       | 53,67       |
| Blancs et nuls | Blancs et nuls        | Blancs et nuls | 372          | 6,11         | 454         | 8,65        |
| Exprimés       | Exprimés              | Exprimés       | 5 718        | 93,89        | 4 794       | 91,35       |

### Canton d'Angoulême-Nord
| Candidats      | Candidats             | Étiquette      | Premier tour | Premier tour | Second tour | Second tour |
| Candidats      | Candidats             | Étiquette      | Voix         | %            | Voix        | %           |
| -------------- | --------------------- | -------------- | ------------ | ------------ | ----------- | ----------- |
|                | Bernard Verges        | RPR            | 2 144        | 41,65        | 2 720       | 59,94       |
|                | Jean-Pierre Brunet    | PS             | 1 206        | 23,43        | 1 818       | 40,06       |
|                | Alain Leroy           | FN             | 482          | 9,36         |             |             |
|                | Jean-Claude Caraire   | Verts          | 385          | 7,48         |             |             |
|                | Alain Proux-Delrouyre | PCF            | 355          | 6,90         |             |             |
|                | Pierre Debien         | GE             | 305          | 5,92         |             |             |
|                | Isabelle Prompt       | UDF            | 271          | 5,26         |             |             |
|                | Marc Raspiengeas      | PS             | 0            | 0,00         |             |             |
|                |                       |                |              |              |             |             |
| Inscrits       | Inscrits              | Inscrits       | 9 041        | 100,00       | 9 041       | 100,00      |
| Abstention     | Abstention            | Abstention     | 3 580        | 39,60        | 4 221       | 46,69       |
| Votants        | Votants               | Votants        | 5 461        | 60,40        | 4 820       | 53,31       |
| Blancs et nuls | Blancs et nuls        | Blancs et nuls | 313          | 5,73         | 282         | 5,85        |
| Exprimés       | Exprimés              | Exprimés       | 5 148        | 94,27        | 4 538       | 94,15       |

### Canton d'Aubeterre-sur-Dronne
| Candidats      | Candidats             | Étiquette      | Premier tour | Premier tour | Second tour | Second tour |
| Candidats      | Candidats             | Étiquette      | Voix         | %            | Voix        | %           |
| -------------- | --------------------- | -------------- | ------------ | ------------ | ----------- | ----------- |
|                | Pierre Rebaudo        | DVD            | 665          | 31,22        | 823         | 38,91       |
|                | Marcel Benoit         | DVD            | 385          | 18,08        | 980         | 46,34       |
|                | Stéphane Beguerie     | PS             | 284          | 13,33        | 312         | 14,75       |
|                | Yves Cramailh         | DVD            | 218          | 10,23        |             |             |
|                | Jean-Jacques Beauvais | GE             | 192          | 9,01         |             |             |
|                | Max Riviere           | PS             | 179          | 8,40         |             |             |
|                | Marcel Audoin         | RPR            | 136          | 6,38         |             |             |
|                | Claudine Corenac      | PCF            | 50           | 2,35         |             |             |
|                | Valerie Besse         | Verts          | 21           | 0,99         |             |             |
|                |                       |                |              |              |             |             |
| Inscrits       | Inscrits              | Inscrits       | 2 781        | 100,00       | 2 781       | 100,00      |
| Abstention     | Abstention            | Abstention     | 574          | 20,64        | 593         | 21,32       |
| Votants        | Votants               | Votants        | 2 207        | 79,36        | 2 188       | 78,68       |
| Blancs et nuls | Blancs et nuls        | Blancs et nuls | 77           | 3,49         | 73          | 3,34        |
| Exprimés       | Exprimés              | Exprimés       | 2 130        | 96,51        | 2 115       | 96,66       |

### Canton de Baignes-Sainte-Radegonde
| Candidats      | Candidats            | Étiquette      | Premier tour | Premier tour |
| Candidats      | Candidats            | Étiquette      | Voix         | %            |
| -------------- | -------------------- | -------------- | ------------ | ------------ |
|                | Pierre-Rémy Houssin* | RPR            | 1 336        | 63,05        |
|                | Jacques Vian         | PS             | 274          | 12,93        |
|                | Jean-Bernard Labbe   | PCF            | 203          | 9,58         |
|                | Patrick Fontanaud    | Verts          | 185          | 8,73         |
|                | Jeanine Dupuis       | FN             | 121          | 5,71         |
|                |                      |                |              |              |
| Inscrits       | Inscrits             | Inscrits       | 3 159        | 100,00       |
| Abstention     | Abstention           | Abstention     | 864          | 27,35        |
| Votants        | Votants              | Votants        | 2 295        | 72,65        |
| Blancs et nuls | Blancs et nuls       | Blancs et nuls | 176          | 7,67         |
| Exprimés       | Exprimés             | Exprimés       | 2 119        | 92,33        |

*sortant

### Canton de Cognac-Nord
| Candidats      | Candidats                     | Étiquette      | Premier tour | Premier tour | Second tour | Second tour |
| Candidats      | Candidats                     | Étiquette      | Voix         | %            | Voix        | %           |
| -------------- | ----------------------------- | -------------- | ------------ | ------------ | ----------- | ----------- |
|                | Jérôme Mouhot                 | RPR            | 3 218        | 48,51        | 3 560       | 63,31       |
|                | Robert Richard                | PS             | 1 638        | 24,69        | 2 063       | 36,69       |
|                | Jean-Xavier Dupuis            | FN             | 549          | 8,28         |             |             |
|                | Francis Georgel               | PS             | 480          | 7,24         |             |             |
|                | Anne-Marie Sanfourche-Deforge | Verts          | 415          | 6,26         |             |             |
|                | Chantal Charrier              | PCF            | 334          | 5,03         |             |             |
|                |                               |                |              |              |             |             |
| Inscrits       | Inscrits                      | Inscrits       | 11 014       | 100,00       | 11 014      | 100,00      |
| Abstention     | Abstention                    | Abstention     | 4 034        | 36,63        | 5 086       | 46,18       |
| Votants        | Votants                       | Votants        | 6 980        | 63,37        | 5 928       | 53,82       |
| Blancs et nuls | Blancs et nuls                | Blancs et nuls | 346          | 4,96         | 305         | 5,15        |
| Exprimés       | Exprimés                      | Exprimés       | 6 634        | 95,04        | 5 623       | 94,85       |

### Canton de Confolens-Nord
| Candidats      | Candidats        | Étiquette      | Premier tour | Premier tour | Second tour | Second tour |
| Candidats      | Candidats        | Étiquette      | Voix         | %            | Voix        | %           |
| -------------- | ---------------- | -------------- | ------------ | ------------ | ----------- | ----------- |
|                | Bernard Enixon*  | DVD            | 1 121        | 41,09        | 1 561       | 59,79       |
|                | Paul Levy        | PS             | 629          | 23,06        | 1 050       | 40,21       |
|                | Jean-Noël Audoin | GE             | 523          | 19,17        | Retrait     | Retrait     |
|                | Robert Croisard  | PCF            | 320          | 11,73        |             |             |
|                | Jean Urroz       | REG            | 135          | 4,95         |             |             |
|                |                  |                |              |              |             |             |
| Inscrits       | Inscrits         | Inscrits       | 3 843        | 100,00       | 3 843       | 100,00      |
| Abstention     | Abstention       | Abstention     | 823          | 21,42        | 964         | 25,08       |
| Votants        | Votants          | Votants        | 3 020        | 78,58        | 2 879       | 74,92       |
| Blancs et nuls | Blancs et nuls   | Blancs et nuls | 292          | 9,67         | 268         | 9,31        |
| Exprimés       | Exprimés         | Exprimés       | 2 728        | 90,33        | 2 611       | 90,69       |

*sortant

### Canton de Confolens-Sud
| Candidats      | Candidats          | Étiquette      | Premier tour | Premier tour |
| Candidats      | Candidats          | Étiquette      | Voix         | %            |
| -------------- | ------------------ | -------------- | ------------ | ------------ |
|                | Jean-Louis Festal* | UDF            | 2 023        | 52,81        |
|                | Abel Cordeau       | PCF            | 856          | 22,34        |
|                | Guy Traumat        | PS             | 751          | 19,60        |
|                | Joelle Rassat      | Verts          | 201          | 5,25         |
|                |                    |                |              |              |
| Inscrits       | Inscrits           | Inscrits       | 5 469        | 100,00       |
| Abstention     | Abstention         | Abstention     | 1 327        | 24,26        |
| Votants        | Votants            | Votants        | 4 142        | 75,74        |
| Blancs et nuls | Blancs et nuls     | Blancs et nuls | 311          | 7,51         |
| Exprimés       | Exprimés           | Exprimés       | 3 831        | 92,49        |

*sortant

### Canton de Hiersac
| Candidats      | Candidats                  | Étiquette      | Premier tour | Premier tour | Second tour | Second tour |
| Candidats      | Candidats                  | Étiquette      | Voix         | %            | Voix        | %           |
| -------------- | -------------------------- | -------------- | ------------ | ------------ | ----------- | ----------- |
|                | Marie-France Michaud*      | RPR            | 2 537        | 49,59        | 2 904       | 65,69       |
|                | Jean Léonard               | PS             | 1 057        | 20,66        | 1 517       | 34,31       |
|                | Stéphane Richard-Lostanlen | Verts          | 626          | 12,24        |             |             |
|                | Yves Guieau                | FN             | 527          | 10,30        |             |             |
|                | Yvan Jonquet               | PCF            | 369          | 7,21         |             |             |
|                |                            |                |              |              |             |             |
| Inscrits       | Inscrits                   | Inscrits       | 7 917        | 100,00       | 7 915       | 100,00      |
| Abstention     | Abstention                 | Abstention     | 2 389        | 30,18        | 3 085       | 38,98       |
| Votants        | Votants                    | Votants        | 5 528        | 69,82        | 4 830       | 61,02       |
| Blancs et nuls | Blancs et nuls             | Blancs et nuls | 412          | 7,45         | 409         | 8,47        |
| Exprimés       | Exprimés                   | Exprimés       | 5 116        | 92,55        | 4 421       | 91,53       |

*sortant

### Canton de Jarnac
| Candidats      | Candidats           | Étiquette      | Premier tour | Premier tour |
| Candidats      | Candidats           | Étiquette      | Voix         | %            |
| -------------- | ------------------- | -------------- | ------------ | ------------ |
|                | Maurice Voiron*     | UDF            | 2 819        | 53,30        |
|                | Jean-Pierre Denieul | PS             | 1 102        | 20,84        |
|                | Maxime Blanchet     | Verts          | 478          | 9,04         |
|                | Dominique Masquet   | FN             | 475          | 8,98         |
|                | Marcel Rault        | PCF            | 208          | 3,93         |
|                | Patrick Loiseau     | EXG            | 207          | 3,91         |
|                |                     |                |              |              |
| Inscrits       | Inscrits            | Inscrits       | 8 993        | 100,00       |
| Abstention     | Abstention          | Abstention     | 3 253        | 36,17        |
| Votants        | Votants             | Votants        | 5 740        | 63,83        |
| Blancs et nuls | Blancs et nuls      | Blancs et nuls | 451          | 7,86         |
| Exprimés       | Exprimés            | Exprimés       | 5 289        | 92,14        |

*sortant

### Canton de Montbron
| Candidats      | Candidats                     | Étiquette      | Premier tour | Premier tour | Second tour | Second tour |
| Candidats      | Candidats                     | Étiquette      | Voix         | %            | Voix        | %           |
| -------------- | ----------------------------- | -------------- | ------------ | ------------ | ----------- | ----------- |
|                | Gérard de Basquiat de Mugriet | DVD            | 1 303        | 33,03        | 1 867       | 47,90       |
|                | Michel Boutant                | PS             | 1 121        | 28,42        | 2 031       | 52,10       |
|                | Jean-Marie Viroulaud          | DVD            | 986          | 24,99        | Retrait     | Retrait     |
|                | Jean-François Barraud         | PCF            | 333          | 8,44         |             |             |
|                | Stéphane Courret              | Verts          | 202          | 5,12         |             |             |
|                |                               |                |              |              |             |             |
| Inscrits       | Inscrits                      | Inscrits       | 5 639        | 100,00       | 5 639       | 100,00      |
| Abstention     | Abstention                    | Abstention     | 1 335        | 23,67        | 1 412       | 25,04       |
| Votants        | Votants                       | Votants        | 4 304        | 76,33        | 4 227       | 74,96       |
| Blancs et nuls | Blancs et nuls                | Blancs et nuls | 359          | 8,34         | 329         | 7,78        |
| Exprimés       | Exprimés                      | Exprimés       | 3 945        | 91,66        | 3 898       | 92,22       |

### Canton de Montmoreau-Saint-Cybard
| Candidats      | Candidats               | Étiquette      | Premier tour | Premier tour |
| Candidats      | Candidats               | Étiquette      | Voix         | %            |
| -------------- | ----------------------- | -------------- | ------------ | ------------ |
|                | Jean-Michel Bolvin*     | RPR            | 2 201        | 77,09        |
|                | Jean-Philippe Lousteaud | PS             | 291          | 10,19        |
|                | Daniel Mercier          | Verts          | 192          | 6,73         |
|                | Gérard Faure            | PCF            | 171          | 5,99         |
|                |                         |                |              |              |
| Inscrits       | Inscrits                | Inscrits       | 4 023        | 100,00       |
| Abstention     | Abstention              | Abstention     | 1 007        | 25,03        |
| Votants        | Votants                 | Votants        | 3 016        | 74,97        |
| Blancs et nuls | Blancs et nuls          | Blancs et nuls | 161          | 5,34         |
| Exprimés       | Exprimés                | Exprimés       | 2 855        | 94,66        |

*sortant

### Canton de Ruffec
| Candidats      | Candidats           | Étiquette      | Premier tour | Premier tour | Second tour | Second tour |
| Candidats      | Candidats           | Étiquette      | Voix         | %            | Voix        | %           |
| -------------- | ------------------- | -------------- | ------------ | ------------ | ----------- | ----------- |
|                | Michel Alloncle*    | RPR            | 2 219        | 47,46        | 2 456       | 50,10       |
|                | Marcel Picaud       | PS             | 1 619        | 34,62        | 2 446       | 49,90       |
|                | Michelle Mauvillain | PCF            | 471          | 10,07        |             |             |
|                | André Puygrenier    | EXG            | 367          | 7,85         |             |             |
|                |                     |                |              |              |             |             |
| Inscrits       | Inscrits            | Inscrits       | 7 205        | 100,00       | 7 208       | 100,00      |
| Abstention     | Abstention          | Abstention     | 2 125        | 29,49        | 2 020       | 28,02       |
| Votants        | Votants             | Votants        | 5 080        | 70,51        | 5 188       | 71,98       |
| Blancs et nuls | Blancs et nuls      | Blancs et nuls | 404          | 7,95         | 286         | 5,51        |
| Exprimés       | Exprimés            | Exprimés       | 4 676        | 92,05        | 4 902       | 94,49       |

*sortant

### Canton de Saint-Amant-de-Boixe
| Candidats      | Candidats             | Étiquette      | Premier tour | Premier tour | Second tour | Second tour |
| Candidats      | Candidats             | Étiquette      | Voix         | %            | Voix        | %           |
| -------------- | --------------------- | -------------- | ------------ | ------------ | ----------- | ----------- |
|                | Jacky Bertrand        | RPR            | 1 047        | 24,47        | 1 815       | 44,02       |
|                | Jean-Pascal Willaumez | DVD            | 773          | 18,07        | 938         | 22,75       |
|                | Claude Souris         | PS             | 753          | 17,60        | 1 370       | 33,23       |
|                | Jean Raffin           | UDF            | 549          | 12,83        |             |             |
|                | Marc Lafoscade        | Verts          | 534          | 12,48        |             |             |
|                | André Mahe            | PCF            | 340          | 7,95         |             |             |
|                | Georges Bouchard      | PS             | 282          | 6,59         |             |             |
|                |                       |                |              |              |             |             |
| Inscrits       | Inscrits              | Inscrits       | 6 285        | 100,00       | 6 285       | 100,00      |
| Abstention     | Abstention            | Abstention     | 1 786        | 28,42        | 1 984       | 31,57       |
| Votants        | Votants               | Votants        | 4 499        | 71,58        | 4 301       | 68,43       |
| Blancs et nuls | Blancs et nuls        | Blancs et nuls | 221          | 4,91         | 178         | 4,14        |
| Exprimés       | Exprimés              | Exprimés       | 4 278        | 95,09        | 4 123       | 95,86       |

### Canton de Saint-Claud
| Candidats      | Candidats         | Étiquette      | Premier tour | Premier tour | Second tour | Second tour |
| Candidats      | Candidats         | Étiquette      | Voix         | %            | Voix        | %           |
| -------------- | ----------------- | -------------- | ------------ | ------------ | ----------- | ----------- |
|                | Michel Barral*    | PCF            | 2 360        | 40,38        | 2 843       | 47,65       |
|                | Bernard Gras      | DVD            | 2 214        | 37,88        | 3 123       | 52,35       |
|                | Jean-Yves Frouard | PS             | 555          | 9,50         |             |             |
|                | Laurent Freboeuf  | Verts          | 382          | 6,54         |             |             |
|                | Olivier Leroy     | FN             | 334          | 5,71         |             |             |
|                |                   |                |              |              |             |             |
| Inscrits       | Inscrits          | Inscrits       | 8 700        | 100,00       | 8 700       | 100,00      |
| Abstention     | Abstention        | Abstention     | 2 333        | 26,82        | 2 449       | 28,15       |
| Votants        | Votants           | Votants        | 6 367        | 73,18        | 6 251       | 71,85       |
| Blancs et nuls | Blancs et nuls    | Blancs et nuls | 522          | 8,20         | 285         | 4,56        |
| Exprimés       | Exprimés          | Exprimés       | 5 845        | 91,80        | 5 966       | 95,44       |

*sortant

### Canton de Segonzac
| Candidats      | Candidats        | Étiquette      | Premier tour | Premier tour |
| Candidats      | Candidats        | Étiquette      | Voix         | %            |
| -------------- | ---------------- | -------------- | ------------ | ------------ |
|                | Pierre Hitier*   | RPR            | 3 359        | 59,25        |
|                | Guy Verdier      | PS             | 731          | 12,89        |
|                | Olivier Husson   | FN             | 551          | 9,72         |
|                | Christian Fabbro | Verts          | 523          | 9,23         |
|                | Simone Fayaud    | PCF            | 505          | 8,91         |
|                |                  |                |              |              |
| Inscrits       | Inscrits         | Inscrits       | 9 293        | 100,00       |
| Abstention     | Abstention       | Abstention     | 3 137        | 33,76        |
| Votants        | Votants          | Votants        | 6 156        | 66,24        |
| Blancs et nuls | Blancs et nuls   | Blancs et nuls | 487          | 7,91         |
| Exprimés       | Exprimés         | Exprimés       | 5 669        | 92,09        |

*sortant

### Canton de Villebois-Lavalette
| Candidats      | Candidats           | Étiquette      | Premier tour | Premier tour |
| Candidats      | Candidats           | Étiquette      | Voix         | %            |
| -------------- | ------------------- | -------------- | ------------ | ------------ |
|                | Pierre Fougère*     | DVD            | 2 086        | 58,40        |
|                | Jean Revereault     | EXG            | 400          | 11,20        |
|                | Michel Boulanger    | FN             | 359          | 10,05        |
|                | Jean-Michel Tamagna | PS             | 307          | 8,59         |
|                | Nadia Sallot        | PCF            | 246          | 6,89         |
|                | Pierre Leveque      | PS             | 174          | 4,87         |
|                |                     |                |              |              |
| Inscrits       | Inscrits            | Inscrits       | 5 554        | 100,00       |
| Abstention     | Abstention          | Abstention     | 1 686        | 30,36        |
| Votants        | Votants             | Votants        | 3 868        | 69,64        |
| Blancs et nuls | Blancs et nuls      | Blancs et nuls | 296          | 7,65         |
| Exprimés       | Exprimés            | Exprimés       | 3 572        | 92,35        |

*sortant